# Matthew Bowen

a Compétitions nationales et continentales officielles uniquement.

b Matchs officiels uniquement.
Matthew Bowen, né le 9 mars 1982 à Cairns (Australie), est un joueur australien de rugby à XIII évoluant au poste d'ailier, d'arrière ou de demi d'ouverture. Il fait ses débuts en National Rugby League (« NRL ») avec les Cowboys du North Queensland lors de la saison 2001. Il évolue plus de dix saisons à North Queensland y disputant 270 matchs (seul Johnathan Thurston compte plus d'apparitions dans ce club) et dispute à une reprise la finale de la NRL perdue 30-16 contre les Wests Tigers en 2005. Il est également sélectionné dans la sélection du Queensland au State of Origin entre 2003 et 2007 et compte enfin une sélection en équipe d'Australie. En 2014, il joue ses deux ultimes années sportives en Angleterre à Wigan où il dispute deux finales perdues de Super League.

## Biographie
Son cousin, Brenton Bowen, est également joueur de rugby à XIII évoluant en NRL entre 2003 et 2008 avec près de cinquante apparitions, tout comme son neveu Javid Bowen à partir de 2016.

## Palmarès
- Collectif :
  - Vainqueur du State of Origin : 2006 et 2007 (Queensland).
  - Finaliste de la National Rugby League : 2005 (North Queensland).
  - Finaliste de la Super League : 2014 et 2015 (Wigan).

- Individuel :
  - Élu meilleur arrière de la National Rugby League : 2007 (North Queensland).

## En club

### Statistiques
| Saison | Club                     | Compétition           | Matchs | Points | Essais | Goals | Drops |
| ------ | ------------------------ | --------------------- | ------ | ------ | ------ | ----- | ----- |
| 2001   | North Queensland Cowboys | National Rugby League | 15     | 26     | 6      | 1     | 0     |
| 2002   | North Queensland Cowboys | National Rugby League | 24     | 58     | 12     | 5     | 0     |
| 2003   | North Queensland Cowboys | National Rugby League | 20     | 46     | 9      | 5     | 0     |
| 2004   | North Queensland Cowboys | National Rugby League | 23     | 44     | 11     | 0     | 0     |
| 2005   | North Queensland Cowboys | National Rugby League | 25     | 84     | 21     | 0     | 0     |
| 2006   | North Queensland Cowboys | National Rugby League | 24     | 20     | 5      | 0     | 0     |
| 2007   | North Queensland Cowboys | National Rugby League | 27     | 91     | 22     | 0     | 3     |
| 2008   | North Queensland Cowboys | National Rugby League | 6      | 12     | 3      | 0     | 0     |
| 2009   | North Queensland Cowboys | National Rugby League | 20     | 48     | 12     | 0     | 0     |
| 2010   | North Queensland Cowboys | National Rugby League | 16     | 8      | 2      | 0     | 0     |
| 2011   | North Queensland Cowboys | National Rugby League | 25     | 56     | 8      | 12    | 0     |
| 2012   | North Queensland Cowboys | National Rugby League | 26     | 78     | 13     | 12    | 2     |
| 2013   | North Queensland Cowboys | National Rugby League | 19     | 26     | 6      | 1     | 0     |
| 2014   | Wigan Warriors           | Super League          | 22     | 48     | 12     | 0     | 0     |
| 2015   | Wigan Warriors           | Super League          | 21     | 98     | 9      | 31    | 0     |